# Play ’n’ the Game
Play ’n’ the Game (рус. Играя в игру) — восьмой студийный альбом шотландской группы Nazareth, вышедший в 1976 году.

## Об альбоме
На обложке диска указано: «Этот альбом целиком посвящается Биллу Фехилли, чьи вера и дух по-прежнему с нами». Билл Фехилли — менеджер группы, погибший незадолго до этого в авиакатастрофе.
Play ’n’ the Game, как и предыдущий альбом, прошёл незамеченным в Великобритании, в то время как группа была очень популярна в Канаде, где за все 1970-е Nazareth получили около 50 золотых и платиновых пластинок. Кроме того, Play ’n’ the Game открыл Nazareth дорогу популярности в Южной Америке.
Дэн Маккаферти: «Назовский альбом для вечеринок. Поставьте-ка его ещё разок».

## Список композиций
Авторы песен Пит Эгнью, Manny Charlton, Дэн Маккаферти, Дэрел Свит кроме отмеченного
1. «Somebody to Roll» — 3:55
2. «Down Home Girl» (Artie Butler, Jerry Leiber) — 5:04
3. «Flying» — 4:20
4. «Waiting for the Man» — 4:53
5. «Born to Love» — 3:58
6. «I Want to (Do Everything for You)» (Joe Tex) — 4:18
7. «I Don’t Want to Go on Without You» (Bert Berns, Jerry Wexler) — 3:46
8. «Wild Honey» (Brian Wilson, Mike Love) — 3:04
9. «L.A. Girls» — 3:52

Композиции, вошедшие в юбилейное 30-летнее издание
1. «Good Love» — 3:51
2. «I Don’t Want to Go on Without You» [Alternate Edit] (Bert Berns, Jerry Wexler) — 3:23
3. «Waiting for the Man» [Alternate Edit] — 6:12
4. «Somebody to Roll» [Edit] — 3:30
5. «Born to Love» [Edited Version] — 3:33

## Участники записи
- Дэн Маккаферти — вокал
- Дэрел Свит — ударные, перкуссия, вокал
- Пит Эгнью — бас-гитара, гитара, бэк-вокал
- Manny Charlton — Guitar
- Nick Blagona — Engineer
- Mike Brown — Remastering
- Robert M. Corich — Liner Notes, Remastering
- Laura Vallis — Design